# Ouville-l'Abbaye

Ouville-l'Abbaye este o comună în departamentul Seine-Maritime, Franța. În 1 ianuarie 2022 avea o populație de 654 de locuitori.